# Crispin Duenas
Crispin Duenas (né le 5 janvier 1986 à North York en Ontario au Canada) est un archer canadien. Il est une fois médaillés aux championnats du monde de tir à l'arc.

## Biographie
Crispin Duenas commence le tir à l'arc en 2000. Il participe à ses premières compétitions internationales en 2002. Son premier podium mondial est en 2013, alors qu'il remporte le bronze à l'épreuve individuel à l'arc classique.

## Palmarès
- Jeux olympiques[2]
  - 39e à l'individuel homme aux Jeux olympiques d'été de 2008 à Pékin.
  - 11e à l'épreuve par équipe homme aux Jeux olympiques d'été de 2008 à Pékin.
  - 33e à l'individuel homme aux Jeux olympiques d'été de 2012 à Londres.
  - 17e à l'individuel homme aux Jeux olympiques d'été de 2016 à Rio de Janeiro.

- Championnats du monde[1]
  -  Médaille de bronze à l'épreuve individuel homme aux championnats du monde 2013 à Antalya.

- Coupe du monde[1]
  -  Médaille d'argent à l'épreuve individuel homme à la coupe du monde 2009 à Saint-Domingue.
  -  Médaille de bronze à l'épreuve individuelle homme à la coupe du monde 2017 de Berlin.

- Coupe du monde en salle[1]
  -  Médaille de bronze à l'épreuve individuelle homme à la coupe du monde en salle 2017 de Las Vegas.

- Jeux panaméricains[1]
  -  Médaille d'argent à l'épreuve par équipe homme aux Jeux panaméricains de 2007 à Rio de Janeiro.
  -  Médaille de bronze à l'épreuve individuel homme aux Jeux panaméricains de 2011 à Guadalajara.
  -  Médaille d'argent à l'épreuve par équipe homme aux Jeux panaméricains de 2011 à Guadalajara.